# Ironman d'Hawaï 1986
Navigation
Édition précédente Édition suivante
L'Ironman d'Hawaï 1986 se déroule le 18 octobre 1986 à Kailua-Kona dans l'État d'Hawaï. Il est organisé par la Hawaï Triathlon Corporation

## Résultats

### Hommes
| Pos.     | Temps           | Nom             | Pays                 | Détail temps    | Détail temps | Détail temps    | Détail temps | Détail temps    |
| Pos.     | Temps           | Nom             | Pays                 | Natation        | T1           | Cyclisme        | T2           | Course à pied   |
| -------- | --------------- | --------------- | -------------------- | --------------- | ------------ | --------------- | ------------ | --------------- |
|          | 8 h 28 min 37 s | Dave Scott      | États-Unis           | 50 min 53 s     | 0 min 00 s   | 4 h 48 min 32 s | 0 min 00 s   | 2 h 49 min 11 s |
|          | 8 h 36 min 04 s | Mark Allen      | États-Unis           | 51 min 00 s     | 0 min 00 s   | 4 h 49 min 29 s | 0 min 00 s   | 2 h 55 min 34 s |
|          | 9 h 00 min 37 s | Scott Tinley    | États-Unis           | 53 min 06 s     | 0 min 00 s   | 4 h 57 min 18 s | 0 min 00 s   | 3 h 10 min 11 s |
| 4        | 9 h 03 min 42 s | Klaus Barth     | Allemagne de l'Ouest | 53 min 22 s     | 0 min 00 s   | 4 h 53 min 21 s | 0 min 00 s   | 3 h 16 min 57 s |
| 5        | 9 h 05 min 10 s | Greg Stewart    | Australie            | 57 min 02 s     | 0 min 00 s   | 4 h 58 min 31 s | 0 min 00 s   | 3 h 09 min 37 s |
| 6        | 9 h 09 min 30 s | Ken Glah        | États-Unis           | 53 min 11 s     | 0 min 00 s   | 5 h 00 min 05 s | 0 min 00 s   | 3 h 16 min 13 s |
| 7        | 9 h 10 min 25 s | Tony Sattler    | Australie            | 1 h 00 min 45 s | 0 min 00 s   | 4 h 57 min 33 s | 0 min 00 s   | 3 h 12 min 06 s |
| 8        | 9 h 13 min 15 s | Mark Surprenant | États-Unis           | 51 min 45 s     | 0 min 00 s   | 5 h 00 min 38 s | 0 min 00 s   | 3 h 20 min 51 s |
| 9        | 9 h 16 min 43 s | Mike Pigg       | États-Unis           | 51 min 43 s     | 0 min 00 s   | 5 h 08 min 20 s | 0 min 00 s   | 3 h 16 min 40 s |
| 10       | 9 h 20 min 00 s | Mac Martin      | États-Unis           | 56 min 54 s     | 0 min 00 s   | 4 h 50 min 27 s | 0 min 00 s   | 3 h 32 min 38 s |
| Source : |                 |                 |                      |                 |              |                 |              |                 |

### Femmes
| Pos.     | Temps            | Nom                | Pays       | Détail temps    | Détail temps | Détail temps    | Détail temps | Détail temps    |
| Pos.     | Temps            | Nom                | Pays       | Natation        | T1           | Cyclisme        | T2           | Course à pied   |
| -------- | ---------------- | ------------------ | ---------- | --------------- | ------------ | --------------- | ------------ | --------------- |
|          | 09 h 49 min 14 s | Paula Newby-Fraser | Zimbabwe   | 57 min 03 s     | 0 min 00 s   | 5 h 32 min 05 s | 0 min 00 s   | 3 h 30 min 05 s |
|          | 09 h 53 min 13 s | Sylviane Puntous   | Canada     | 56 min 24 s     | 0 min 00 s   | 5 h 34 min 57 s | 0 min 00 s   | 3 h 21 min 51 s |
|          | 10 h 00 min 07 s | Joanne Ernst       | États-Unis | 57 min 36 s     | 0 min 00 s   | 5 h 26 min 09 s | 0 min 00 s   | 3 h 36 min 21 s |
| 4        | 10 h 07 min 18 s | Elizabeth Bulman   | États-Unis | 56 min 49 s     | 0 min 00 s   | 5 h 40 min 05 s | 0 min 00 s   | 3 h 30 min 23 s |
| 5        | 10 h 16 min 20 s | Heidi Christensen  | États-Unis | 53 min 31 s     | 0 min 00 s   | 5 h 39 min 57 s | 0 min 00 s   | 3 h 42 min 51 s |
| 6        | 10 h 24 min 09 s | Juliana Brening    | États-Unis | 56 min 40 s     | 0 min 00 s   | 5 h 36 min 36 s | 0 min 00 s   | 3 h 50 min 52 s |
| 7        | 10 h 28 min 38 s | Beth Mitchell      | États-Unis | 57 min 29 s     | 0 min 00 s   | 5 h 50 min 25 s | 0 min 00 s   | 3 h 40 min 43 s |
| 8        | 10 h 34 min 09 s | Beth Nelson        | États-Unis | 1 h 24 min 01 s | 0 min 00 s   | 5 h 52 min 18 s | 0 min 00 s   | 3 h 17 min 49 s |
| 9        | 10 h 36 min 13 s | Nancy Harrison     | États-Unis | 1 h 00 min 56 s | 0 min 00 s   | 6 h 04 min 36 s | 0 min 00 s   | 3 h 30 min 40 s |
| 10       | 10 h 38 min 55 s | Louise Mackinlay   | Australie  | 1 h 09 min 27 s | 0 min 00 s   | 5 h 44 min 17 s | 0 min 00 s   | 3 h 45 min 10 s |
| Source : |                  |                    |            |                 |              |                 |              |                 |